# Dag Hopen
Dag Hopen (Tønsberg, 6 de abril de 1961) é um ex-ciclista norueguês de ciclismo de estrada.
Nos Jogos Olímpicos de Verão de 1984 em Los Angeles, Dag competiu representando Noruega nos 100 km contrarrelógio por equipes, terminando na décima posição.